# Amphioplus longirima
Amphioplus longirima är en ormstjärneart som beskrevs av Fell 1952. Amphioplus longirima ingår i släktet Amphioplus och familjen trådormstjärnor. Inga underarter finns listade i Catalogue of Life.